# 5. podmorniška flotilja (Wehrmacht)
Za druge 5. flotilje glejte 5. flotilja.
5. podmorniška flotilja je bila šolska podmorniška flotilja v sestavi Kriegsmarine med drugo svetovno vojno.

## Zgodovina
Januarja 1940 je bila flotilja razpuščena, podmornice pa vključene v 1. podmorniško flotiljo. Junija 1941 je bila formirana nova bojna podmorniška flotilja z enakim imenom.

## Baze
- december 1938 - december 1939: Kiel
- junij 1941 - maj 1945: Kiel

## Podmornice
Razredi podmornic
- 1938 - 1940 IIC
- 1941 - 1945 IIB, IID, VIIB, VIIC, VIIC41, VIIC42, VIIF, IX, XB, XVIIA, XVIIB, XXI, XXIII

Seznam podmornic
- 1938 - 1940 U-56, U-57, U-58, U-59, U-60, U-61
- 1941 - 1945  U-11, U-38, U-86, U-91, U-92, U-134, U-135, U-142, U-208, U-210, U-211, U-213, U-214, U-215, U-216, U-217, U-218, U-221, U-224, U-225, U-226, U-227, U-228, U-229, U-230, U-231, U-232, U-234, U-235, U-236, U-237, U-238, U-239, U-240, U-241, U-242, U-243, U-244, U-245, U-246, U-247, U-248, U-249, U-250, U-257, U-258, U-259, U-262, U-301, U-320, U-333, U-336, U-337, U-348, U-353, U-354, U-355, U-360, U-364, U-365, U-366, U-374, U-375, U-380, U-381, U-382, U-384, U-385, U-386, U-387, U-388, U-389, U-390, U-391, U-392, U-393, U-394, U-396, U-397, U-398, U-399, U-400, U-403, U-407, U-408, U-409, U-410, U-435, U-436, U-439, U-440, U-441, U-442, U-454, U-455, U-466,  U-467, U-468, U-469, U-470, U-471, U-472, U-473, U-475, U-476, U-477, U-478, U-479, U-480, U-481, U-482, U-483, U-484, U-485, U-486, U-578, U-579, U-580, U-581, U-582, U-583, U-584, U-600, U-601, U-602, U-603, U-604, U-605, U-606, U-607, U-608, U-609, U-610, U-611, U-617, U-618, U-619, U-626, U-627, U-628, U-629, U-630, U-631, U-632, U-633, U-634, U-635, U-636, U-637, U-638, U-639, U-640, U-641, U-642, U-643, U-644, U-645, U-646, U-647, U-648, U-649, U-650, U-654, U-656, U-659, U-660, U-661, U-662, U-663, U-665, U-666, U-667, U-668, U-669, U-670, U-671, U-672, U-673, U-674, U-675, U-676, U-677, U-678, U-702, U-705, U-706, U-708, U-709, U-710, U-711, U-714, U-715, U-716, U-717, U-718, U-719, U-749, U-750, U-754, U-755, U-759, U-792, U-793, U-794, U-795, U-828, U-904, U-951, U-952, U-953, U-954, U-955, U-956, U-957, U-958, U-959, U-960, U-961, U-962, U-963, U-964, U-965, U-966, U-967, U-968, U-969, U-970, U-971, U-972, U-973, U-974, U-975, U-976, U-977, U-978, U-979, U-980, U-981, U-982, U-983, U-984, U-985, U-986, U-987, U-988, U-989, U-990, U-991, U-992, U-993, U-994, U-995, U-997, U-998, U-999, U-1001, U-1008, U-1051, U-1052, U-1053, U-1054, U-1055, U-1056, U-1057, U-1058, U-1059, U-1060, U-1061, U-1062, U-1063, U-1064, U-1065, U-1105, U-1108, U-1110, U-1131, U-1132, U-1161, U-1162, U-1168, U-1195, U-1207, U-1210, U-1274, U-1275, U-1405, U-1406, U-1407, U-2232, U-2333, U-3501, U-3052, U-3503, U-3504, U-3505, U-3506, U-3507, U-3508, U-3509, U-3510, U-3511, U-3512, U-3513, U-3514, U-3515, U-3516, U-3517, U-3518, U-3519, U-3521, U-3522, U-3523, U-3524, U-3525, U-3526, U-3527, U-3528, U-3529, U-3530, U-4701, U-4702, U-4703, U-4704, U-4705, U-4706, U-4707, U-4709, U-4710, U-4711, U-4712, UF-2, UD-1, UD-3, UD-4, UD-5.

## Poveljstvo
Poveljnik
- Kapitan korvete Hans-Rudolf Rösing (december 1938 - december 1939)
- Kapitanporočnik Karl-Heinz Moehle (junij 1941 - avgust 1942)
- Kapitan korvete Hans Pauckstadt (september 1942 - november 1942)
- Kapitanporočnik Karl-Heinz Moehle (november 1942 - maj 1945)